# Acacia socotrana
Acacia socotrana é uma espécie de leguminosa do gênero Acacia, pertencente à família Fabaceae.